# Steueroasen-Abwehrgesetz
Das Gesetz zur Abwehr von Steuervermeidung und unfairem Steuerwettbewerb (Steueroasen-Abwehrgesetz - StAbwG) ist ein deutsches Bundesgesetz, mit dem die Schlussfolgerungen des Rates der Europäischen Union zur EU-Liste nicht kooperativer Länder und Gebiete für Steuerzwecke (sog. „schwarze Liste“) sowie den seitdem in diesem Zusammenhang durch die Gruppe Verhaltenskodex (Unternehmensbesteuerung) verhandelten und vom Rat gebilligten Maßnahmen umgesetzt werden.
Natürliche Personen und Unternehmen sollen durch gezielte verwaltungsseitige und materiell-steuerrechtliche Maßnahmen davon abgehalten werden, Geschäftsbeziehungen zu natürlichen oder juristischen Personen in Steuerhoheitsgebieten fortzusetzen oder aufzunehmen, welche die anerkannte Standards in den Bereichen Transparenz in Steuersachen, unfairen Steuerwettbewerb und bei der Umsetzung der verbindlichen BEPS-Mindeststandards nicht erfüllen.
Das Gesetz wurde als Artikel 1 des Gesetzes zur Abwehr von Steuervermeidung und unfairem Steuerwettbewerb und zur Änderung weiterer Gesetze verkündet und ist nach dessen Art. 13 am 1. Juli 2021 in Kraft getreten.

## Inhalt
Ziel des Gesetzes ist die Sicherstellung des Steueraufkommens, der Steuergerechtigkeit und des fairen Wettbewerbs gegenüber Staaten und Gebieten, die internationale Steuerstandards nicht erfüllen und deswegen auf die sog. EU-Liste nicht kooperativer Länder und Gebiete für Steuerzwecke gesetzt wurden.
In Übereinstimmung mit den Schlussfolgerungen des Europäischen Rates zur überarbeiteten EU-Liste nicht kooperativer Länder und Gebiete für Steuerzwecke vom 17. Oktober 2023 wurde aufgrund der Verordnungsermächtigung des § 3 StAbwG die Steueroasen-Abwehrverordnung - StAbwV erlassen, in der die „nicht kooperativen Steuerhoheitsgebiete“ im Sinne des Gesetzes und der Zeitpunkt der erstmaligen Anwendbarkeit des Gesetzes auf das jeweilige Gebiet benannt sind. Nicht kooperativ sind danach
1. Amerikanisch-Samoa (seit dem 24. Dezember 2021),
2. Anguilla (seit dem 21. Dezember 2022),
3. Antigua und Barbuda (seit dem 20. Dezember 2023),
4. Bahamas (seit dem 21. Dezember 2022),
5. Belize (seit dem 20. Dezember 2023),
6. Fidschi (seit dem 24. Dezember 2021),
7. Guam (seit dem 24. Dezember 2021),
8. Palau (seit dem 24. Dezember 2021),
9. Panama (seit dem 24. Dezember 2021),
10. Russische Föderation (seit dem 20. Dezember 2023),
11. Samoa (seit dem 24. Dezember 2021),
12. Seychellen (seit dem 20. Dezember 2023),
13. Trinidad und Tobago (seit dem 24. Dezember 2021),
14. Turks- und Caicosinseln (seit dem 21. Dezember 2022),
15. Amerikanische Jungferninseln (seit dem 24. Dezember 2021) sowie
16. Vanuatu (seit dem 24. Dezember 2021).

Um die nicht kooperativen Länder und Gebiete zur Einhaltung der festgelegten Steuerstandards bewegen, sieht das Steueroasen-Abwehrgesetz für Geschäftsbeziehungen Steuerpflichtiger mit solchen Gebieten vier Abwehrmaßnahmen vor:
- Verbot des Betriebsausgaben- und Werbungskostenabzugs (§ 8 StAbwG),
- verschärfte Hinzurechnungsbesteuerung (§ 9 StAbwG),
- Quellensteuermaßnahmen (§ 10 StAbwG) und
- Maßnahmen bei Gewinnausschüttungen und Anteilsveräußerungen (§ 11 StAbwG).

In § 12 StAbwG schreibt der Gesetzgeber erweiterte Mitwirkungs- und Aufzeichnungspflichten fest, die über die nach der Abgabenordnung ohnehin bestehenden Verpflichtungen hinausgehen. Das Bundesfinanzministerium hat weitere Details zu diesem Gesetz in einem BMF-Schreiben Grundsätze zur Anwendung des Steueroasen-Abwehrgesetzes vom 14. Juni 2024 geregelt.